# Ónibus

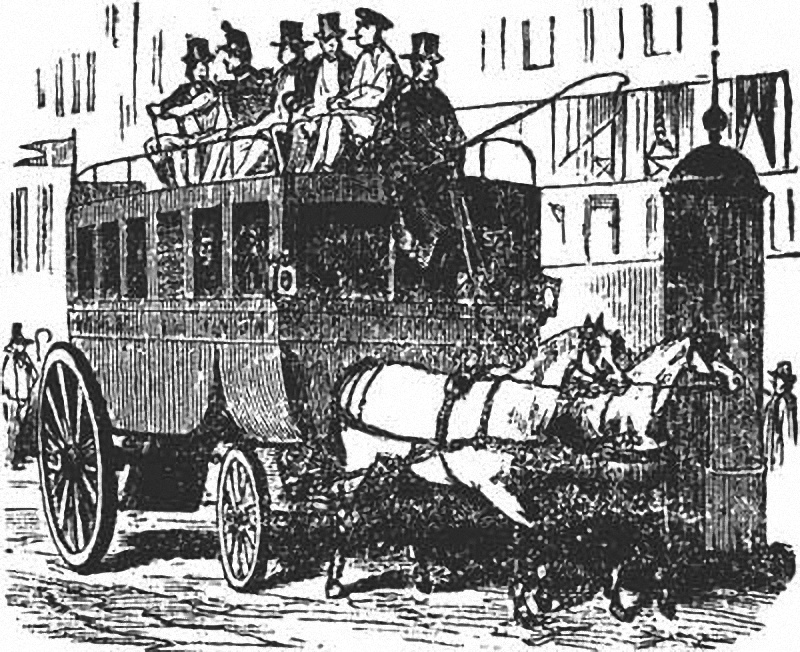
Desenho de um ómnibus do século XIX.

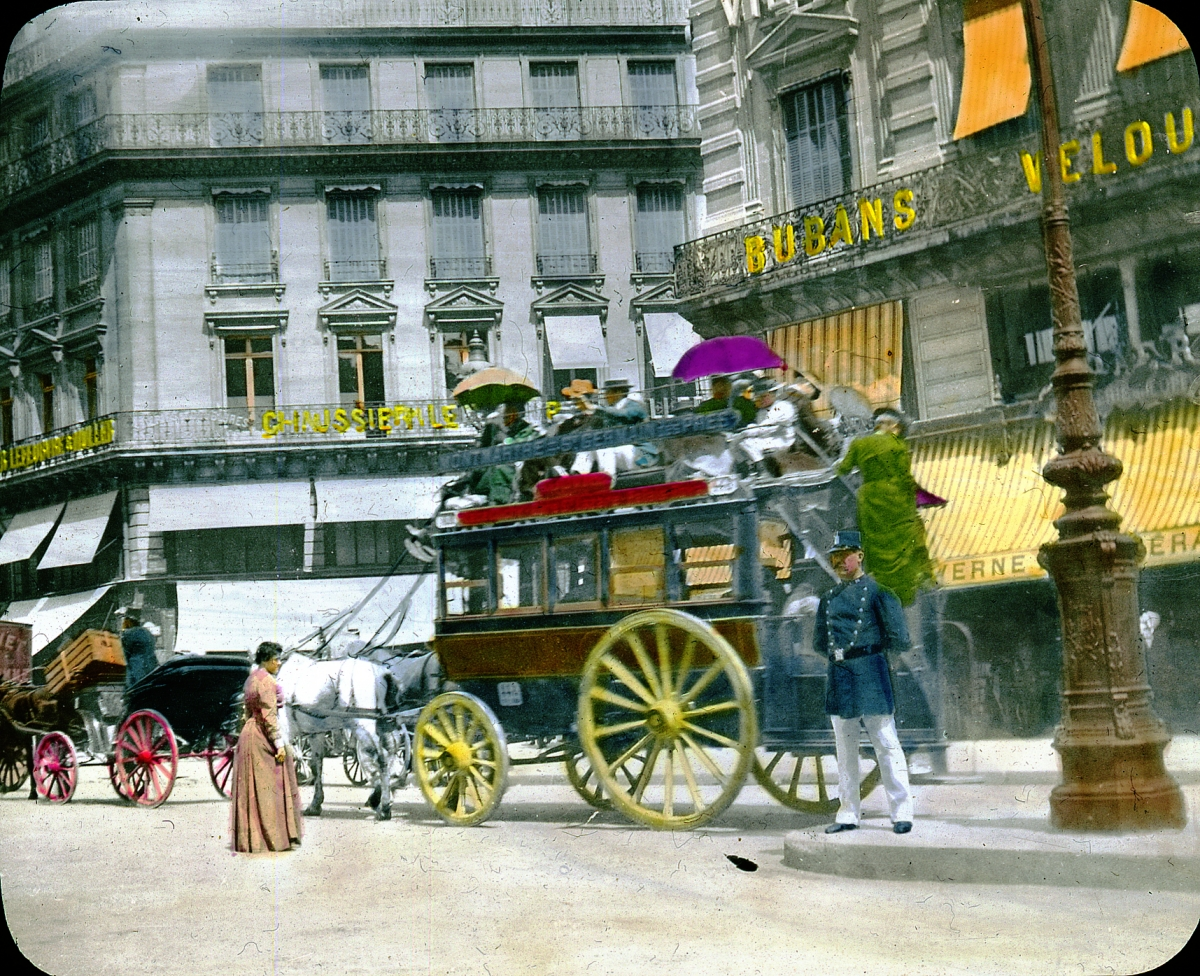
Um ómnibus em Paris em 1900.

Um ónibus (português europeu) ou ômnibus (português brasileiro) era um veículo de tração hipomóvel, inspirado nas diligências, que assegurava o transporte público de passageiros nas grandes cidades, durante o século XIX e o início do século XX. São os antepassados diretos dos atuais ônibus ou autocarros urbanos. A designação deste tipo de transporte, tem origem no latim "omnibus", significando "para todos".
Os omnibus circulavam em horários determinados, em linhas fixas, o que os distinguiam dos carros de praça (antepassados dos atuais táxis), os quais se poderiam dirigir para qualquer destino escolhido pelo cliente, só o transportando a si e às pessoas que o acompanhavam. Por outro lado, os ómnibus circulavam sobre a calçada e não sobre carris, o que os distinguia dos trâmueis. Os ómnibus não dispunham, necessariamente, de pontos de paragem fixos.
No princípio do século XX, foram desenvolvidos os auto-ómnibus, com características semelhantes, mas dotados de propulsão automóvel. Em Portugal, os auto-ómnibus passaram ser conhecidos por "autocarros", a partir da década de 1940. No Brasil, os auto-ônibus, assumiram a designação dos seus antecessores de tração animal, sendo conhecidos como "ônibus". Em muitos países, os termos "bus" (simplificação de "omnibus") ou "autobus" passaram a designar os sucessores automóveis dos antigos ómnibus.

## História
Pensa-se que os primeiros ómnibus tenham sido inventados por Blaise Pascal, circulando em Paris, de 1662 a 1677. Estes veículos consistiam em carroças de oito lugares, que circulavam pela cidade em percursos e horários regulares.
A ideia deste tipo de sistema de transportes, reviveu, a partir do início do século XIX, quando algumas cidades da Europa e da América tinham já atingido dimensões consideráveis, obrigando à existência de meios que assegurassem o transporte de passageiros entre os seus diversos bairros.